# 1964 en cyclisme
| Années du cyclisme : 1961 - 1962 - 1963 - 1964 - 1965 - 1966 - 1967    |
| Décennies du cyclisme : 1930 - 1940 - 1950 - 1960 - 1970 - 1980 - 1990 |

Les faits marquants de l'année 1964 en cyclisme.

## Par mois

### Février
- 9 février : l'Allemand Rudi Altig gagne le Tour d'Andalousie.
- 9 février : le Belge Benoni Beheyt gagne la ronde d'Aix en Provence. La ronde d'Aix ne sera pas disputée en 1965 et reprendra en 1966.
- 10 février : l'Espagnol Antonio Blanco Martinez gagne le Grand Prix d'Aix-en-Provence.
- 15 février : le Belge Robert Lelangue gagne le Grand Prix de Saint-Raphaël pour la deuxième année d'affilée.
- 16 février : le Français Raymond Poulidor gagne le Grand Prix de Cannes.
- 23 février : le Français Joseph Groussard gagne le Grand Prix d' Antibes.
- 23 février : l'Italien Guido Neri gagne le Trophée Laigueglia.
- 27 février : l'Italien Italo Zilioli gagne le Grand Prix de Monaco.
- 29 février : le Belge Frans Melckenbeeck gagne le Circuit Het Volk.

### Mars
- 1er mars : le Belge Arthur Decabooter gagne Kuurne-Bruxelles-Kuurne.
- 1er mars : le Belge Jos Dewt gagne le Tour du Limbourg.
- 1er mars : le Français André Darrigade gagne Nice-Gênes.
- 1er mars : l'Espagnol Antonio Gomez Del Moral gagne le Tour du Levant.
- 4 mars : l'Italien Antonio Bailetti gagne Gênes-Nice.
- 5 mars : l'Espagnol Jaime Alomar Florit gagne le Trophée Masferrer.
- 6 mars : l'Italien Vittorio Adorni gagne le Tour de Sardaigne.
- 7 mars : le Belge Gustave Desmet gagne le Circuit des régions flamandes.
- 8 mars : le Belge Edgard Sorgeloos gagne Sassari-Cagliari.
- 8 mars : le Belge Julien Gaelens gagne le Circuit des ardennes Flamandes.
- 14 mars : le Belge Rik Van Looy gagne le Grand Prix E3.
- 14 mars : l'Espagnol Valentin Urriola Lauricia gagne Milan-Turin.
- 15 mars : le Belge Willy Bocklant gagne le Tour du Piémont.
- 15 mars : le Belge Léon Van Daele gagne le Circuit des 11 Villes.
- 17 mars : le Néerlandais Jan Janssen remporte Paris-Nice
- 19 mars : le Britannique Tom Simpson gagne le Milan-San Remo.
- 21 mars : le Français Jacques Anquetil décroche sa première victoire dans une classique sur Gand-Wevelgem.
- 25 mars : l'Italien Vito Taccone gagne le Tour de Campanie.
- 28 mars : l'Italien Diego Ronchini gagne le Tour de la province de Reggio de Calabre.
- 28 mars : le Belge Frans Melkenbeeck gagne le Grand Prix de la Banque pour la deuxième année d'affilée.
- 29 mars : l'Espagnol Luis Otano gagne le Grand Prix de Pâques.
- 30 mars : le Néerlandais Piet Van Est gagne À travers la Belgique.
- 30 mars : le Français Raymond Poulidor gagne le Critérium national de la route.
- 30 mars : le Belge Joseph Verachtert gagne le Circuit des Régions Fruitières.
- 31 mars : le Néerlandais Arie Den Hartog gagne Paris-Camembert.
- 31 mars : le Britannique Michael Wright gagne le Grand Prix de Denain.

### Avril
- 1er avril : l'Italien Arnaldo Piambianco gagne la Flèche Brabaçonne.
- 5 avril : l'Allemand Rudi Altig remporte le Tour des Flandres.
- 5 avril : le Néerlandais Arie Den Hartog gagne le Tour de L'Hérault.
- 5 avril : l'Espagnol Joaquim Galera gagne Subida a Arrate.
- 5 avril : le Néerlandais Jan Hugens gagne le Tour des 4 Cantons pour la deuxième fois.
- 9 avril : le Belge André Noyelle gagne le Grand Prix Pino Cerami.
- 12 avril : 1re des 3 manches du championnat d'Italie sur route. L'Italien Guido De Rosso gagne Milan-Vignola.
- 12 avril : l'Allemand Rudi Altig gagne le Grand Prix de Dortmund.
- 12 avril : l'Espagnol Eusebio Velez Mendizabal gagne le Grand Prix de Printemps.
- 16 avril : le Belge Benoni Beyeyt gagne le Tour de Belgique.
- 19 avril : le Néerlandais Peter Post s'impose sur Paris-Roubaix.
- 21 avril : le Belge Robert de Middeleir gagne la Nokere Koerse.
- 25 avril : l'Italien Giorgio Zancarano gagne le Tour de Toscane.
- 26 avril : le Belge Georges Van Coningsloo gagne Paris-Bruxelles.
- 26 avril : le Belge Roger Baguet gagne Bruxelles-Charleroi-Bruxelles.
- 26 avril : l'Espagnol Federico Bahamontes gagne la Course de Côte du Mont-Faron en ligne.
- 26 avril : l'Espagnol José Antonio Momene gagne la Vuelta a los Puertos pour la deuxième année d'affilée. L'épreuve ne sera pas disputée en 1965 et reprendra en 1966.
- 28 avril : le Belge Jo Planckaert gagne le Circuit du Tournaisis.
- 29 avril : le Britannique Vincent Denson gagne Bruxelles-Verviers.
- 30 avril : le Belge Norbert Kerckhove gagne le Grand Prix Jef Scherens. L'épreuve ne sera plus disputée jusqu'en 1969.

### Mai
- 1er mai : le Belge Clément Roman gagne le Grand Prix de Francfort.
- 1er mai : 2e manche du championnat d'Italie sur route. l'Italien Marino Vigna gagne les Trois vallées varésines.
- 1er mai : le Belge Léon Van Daele gagne le Grand Prix Hoboken.
- 3 mai : le Belge Guido Reybroeck gagne le Championnat de Zurich.
- 3 mai : le Belge Willy Bocklant gagne Liège-Bastogne-Liège.
- 4 mai : le Belge Gilbert Desmet s'impose sur la Flèche wallonne. C'est Willy Bocklant qui gagne le Week End Ardennais qui disparait ensuite pendant 30 ans.
- 7 mai : le Britannique Michael Wright gagne le Tour de Condroz
- 7 mai : le Belge Léon Van Daele gagne le Circuit des 3 Provinces Belge.
- 10 mai : le Belge Gilbert Desmet gagne les 4 jours de Dunkerque.
- 10 mai : le Suisse Rolf Maurer gagne le Tour de Romandie.
- 10 mai : comme l'an dernier l'Espagnol Federico Bahamontes gagne la Course de Côte du Mont-Faron Contre La Montre. C'est sa quatrième victoire en tout dans cette épreuve.
- 16 mai : le Français Raymond Poulidor remporte la 19e édition du Tour d'Espagne. Ce sera sa seule victoire dans un Grand tour.
- 16 mai : le Belge Walter Muylaert gagne le Circuit de Limbourg.
- 17 mai : le Belge Willy Monty gagne le Tour du Brabant Ouest.
- 18 mai : le Français André le Dissez gagne la Polymultipliée. L'épreuve ne reprendra qu'en 1967.
- 18 mai : le Belge Willy Raes gagne le Circuit de Flandre Orientale.
- 23 mai : le Belge Clément Roman gagne la Flèche Côtière.
- 24 mai : le Belge Rik Van Looy gagne la 1ere édition de Bruxelles-Meulebeke.
- 24 mai : le Belge Gilbert Desmet ll (il y a 2 Gilbert Desmet dans le peloton) gagne le Circuit Mandel-Lys-Escaut.
- 25 mai : le Français André Foucher gagne le Grand Prix du Midi libre.
- 31 mai : le Français Michel Nédelec gagne Bordeaux-Paris.
- 31 mai : l'Allemand Winfield Bolke gagne le Tour de l'Oise.
- 31 mai : le Belge Benoni Beyeyt gagne le Tour de Flandres Orientale.
- 31 mai : le Belge Jos Hoevenaers gagne le Tour du Brabant Central.
- 31 mai : le Belge Joseph Huysmans gagne Bruxelles-Liège.

### Juin
- 6 juin : l'Espagnol Valentin Uriana Lauricia gagne le Critérium du Dauphiné libéré.
- 6 juin : le Belge Joseph Haeseldonkx gagne le Circuit des mines du Limbourg.
- 6 juin : le Belge Théo Mertens gagne Escaut-Dendre-Lys.
- 7 juin : le Français Jacques Anquetil gagne la 47e édition du Tour d'Italie. Il s'agit de sa seconde victoire dans l'épreuve.
- 7 juin : le Belge Jos Hoevenaers gagne le Tour du Nord-Ouest de la Suisse.
- 7 juin : le Belge Victor Van Schill gagne le Circuit de Belgique Centrale.
- 13 juin : le Belge Jos Dewitt gagne la Flèche des Polders.
- 14 juin : le Français Jean Anastasi gagne les Boucles de la Seine.
- 14 juin : le Belge Frans Brands gagne le Circuit Hageland-Campine Sud.
- 14 juin : le Portugais Alcino Rodrigo gagne Porto-Lisbonne.
- 15 juin : le Néerlandais Arie Den Hartog gagne le Tour de Luxembourg.
- 17 juin : le Belge Walter Boucquet gagne Bruxelles-Ingooigem.
- 17 juin : l'Irlandais Seamus Elliott gagne le Manx Trophy pour la deuxième fois.
- 17 juin : le Suisse Rolf Maurer gagne le Tour de Suisse.
- 22 juin : départ du Tour de France, pour la première fois la télévision va retransmettre en direct les 50 derniers kilomètres. Le régime d'attribution des bonifications change, Seuls les vainqueurs d'une étape pleine en ligne obtiennent 1 minute de bonification, les seconds obtenant 30 secondes. Les demi-étapes attribuent 40 secondes de bonification au vainqueur et 20 secondes au second. Les étapes contre la montre procurent 20 secondes de bonification au vainqueur et 10 secondes au second, cela pour ne pas trop avantager le Français Jacques Anquetil maître de la discipline. De ce fait Anquetil glanera 1 minute 40 secondes durant l'épreuve, son compatriote Raymond Poulidor glanera 1 minute 50 secondes et l'Espagnol Federico Bahamontes  glanera 2 minutes 30 secondes. Le Belge Edward Sels gagne au sprint la 1ere étape du Tour de France Rennes-Lisieux, 2eme le Britannique Michael Wright, 3eme le Belge Benoni Beheyt, puis tout le peloton. Le Belge Rik Van Looy chute et se blesse gravement, il va abandonner le lendemain soir. Au classement général, Sels, dont ce sont les débuts dans le Tour, prend le maillot jaune.
- 23 juin : le Français André Darrigade gagne au sprint la 2eme étape du Tour de France Lisieux-Amiens, 2eme le Néerlandais Jan Janssen, 3eme l'Italien Vito Taccone puis tout le peloton. Au classement général, le Belge Edouard Sels et Darrigade sont 1er à égalité, le Belge garde le maillot jaune aux points marqués. Sont 3eme à égalité le Néerlandais Jan Janssen et le Britannique Michael Wright.
- 24 juin : le Belge Bernard de Kerchove gagne devant ses 3 compagnons d'échappée la 1ere demi-étape de la 3eme étape du Tour de France Amiens-Forest, 2eme le Français Jean Stablinski même temps, 3eme le Belge Gilbert Desmet à 3 secondes, 4eme le Français Jean Anastasi à 5 secondes. Le Belge Edward Sels 5eme à 19 secondes gagne le sprint du peloton. Van de Kerkhove prend le maillot jaune devant Sels et le Français André Darrigade 2eme tous deux à 19 secondes, le Néerlandais Jan Janssen, le Britannique Michael Wright et Stablinski 3eme sont tous ensemble à 39 secondes.
- La 2eme demi-étape contre la montre par équipes autour de Forest est remportée par l'équipe Kas, 2eme l'équipe Pelforth-Sauvage-Lejeune à 8 secondes, 3eme l'équipe Wiel's Groene-Leeuw à 21 secondes. Les temps sont pris individuellement, au classement général : 1er le Belge Bernard Van de Kerkhove, 2eme le Belge Edward Sels à 19 secondes, 3eme le Néerlandais Jan Janssen à 49 secondes.
- 25 juin : l'Allemand Rudi Altig gagne au sprint la 4eme étape du Tour de France Forest-Metz, 2eme le Néerlandais Henk Nijdam, 3eme le Néerlandais Jan Janssen  puis tout le peloton. au classement général le Belge Bernard Van de Kerkhove garde le maillot jaune, 2eme le Belge Edward Sels à 19 secondes, 3eme à égalité Altig et Janssen à 31 secondes.
- 26 juin : le Belge Willy Derboven gagne au sprint devant ses 4 compagnons d'échappée la 5eme étape du Tour de France Lunéville-Fribourg en Brisgau, 2e l'Allemand Rudi Altig, 3e l'Espagnol Joaquim Galera, 4e le Français Joseph Groussard, 5eme son frère Georges Groussard, le Belge Edward Sels 6eme à 4 minutes 2 secondes gagne le sprint du peloton. Au classement général, AItig prend le maillot jaune, 2e Georges Groussard à 1 minute 8 secondes, 3eme Galera à 1 minute 29 secondes.
- 27 juin : le Néerlandais Henk Nijdam gagne détaché la 6e étape du Tour de France Fribourg en Brisgau-Besançon, 2e à 11 secondes le Néerlandais Jo de Haan, 3e le Néerlandais Jan Janssen puis tout le peloton. Pas de changement au classement général.
- 28 juin : le Néerlandais Jan Janssen gagne devant ses 14 compagnons d'échappée, la 7eme étape du Tour de France Champagnole-Thonon les Bains qui emprunte le col des Rousses, 2eme le Belge Willy Boclant, 3eme le Britannique Vic Denson (dans l'échappée figurent les Français Raymond Poulidor 8eme et Georges Groussard 14eme). Ces hommes prennent 34 secondes au peloton dont le sprint est remporté par le Belge Edward Sels 16eme. Au classement général l'Allemand Rudi Altig garde le maillot jaune, 2eme Georges Groussard à 34 secondes, 3eme l'Espagnol Joaquim Galera à 1 minute 29 secondes.
- 29 juin : l'Espagnol Federico Bahamontes  gagne en solitaire la 8eme étape du Tour de France Thonon les Bains-Briançon qui emprunte les cols du Tamié, du Télégraphe et du Galibier, 2e le Français Raymond Poulidor à 1 minute 32 secondes, 3eme l'Allemand Hans Junkermann à 1 minute 33 secondes, 4eme le Français André Foucher, 5eme le Français Henry Anglade, 6eme le Français Georges Groussard, tous même temps que l'Allemand, 7eme le Français Jean Claude Lebaude à 1 minute 36 secondes avec dans sa roue 8eme le Français Jacques Anquetil (qui a crevé prés de l'arrivée). L'Allemand Rudi Altig 21e à 6 minutes 45 secondes perd le maillot jaune et l'Espagnol Joaquim Galera 23eme à 8 minutes 5 secondes quitte les premières places. Bahamontes échappée dans le Galibier franchit le sommet avec 3 minutes 30  secondes d'avance sur ses poursuivants. La descente du col à partir du Lautaret étant très roulante, il perd une partie de cette avance sans perdre le gain de l'étape.  Au classement général Georges Groussard (frère de Joseph) prend le maillot jaune, 2eme Bahamontes à 3 minutes 35 secondes, 3eme Poulidor à 4 minutes 7 secondes, 4eme foucher à 4 minutes 8 secondes, 5eme Anglade à 4 minutes 23 secondes, 6eme Altig à 4 minutes 38 secondes, 7eme Junkermann à 4 minutes 47 secondes, 8eme Anquetil à 5 minutes 22 secondes.
- 30 juin : le Français Jacques Anquetil gagne au sprint la 9eme étape du Tour de France Briançon-Monaco qui emprunte les cols de Vars, du Restefond, la montée de Levens et la Turbie, 2eme le Britannique Tom Simpson, 3eme le Belge Gilbert Desmet, 4eme le Français André Foucher, 5eme le Français Raymond Poulidor Tous même temps. Le Français Georges Groussard 10eme, le Français Henry Anglade 14eme, l'Espagnol Federico Bahamontes et l'Allemand Hans Junkermann 21eme finissent dans le même temps qu' Anquetil. L'Allemand Rudi Altig 23eme à 2 minutes 53 secondes quitte les premières places. Le Restefond étant trop loin de Monaco, les favoris se neutralisent et terminent dans un groupe compact de 22 hommes. Sur la piste en cendrée de l'ancien stade Louis II, le Français Raymond Poulidor croit avoir gagné l'étape et coupe son effort une fois la ligne franchie, alors qu'il reste un tour de circuit à accomplir. La bonification ira à Anquetil. Au classement général : 1er Groussard, 2e Bahamontes à 3 minutes 35 secondes, 3e Poulidor à 4 minutes 7 secondes, 4e Foucher à 4 minutes 8 secondes, 5e Anquetil à 4 minutes 22 secondes, 6e Anglade à 4 minutes 23 secondes, 7e Junkermann à 4 minutes 47 secondes.

### Juillet
- 1er juillet : le Néerlandais Jan Janssen gagne au sprint devant ses 6 compagnons d'échappée la 1ere demi-étape de la 10eme étape du Tour de France Monaco-Hyères, 2eme l'Allemand Rudi Altig, 3eme le Britannique Michael Wright puis 4 hommes intercalés, le sprint du peloton est remporté par le Belge Edward Sels 8eme à 1 minute 2 secondes. Pas de changement en tête du classement général.
- Le contre la montre de la 2eme demi-étape Hyères-Toulon est remporté par le Français Jacques Anquetil, 2eme le Français Raymond Poulidor à 36 secondes, 3eme l'Allemand Rudi Altig à 54 secondes, le Français Henry Anglade est 6eme à 1 minute 33 secondes, l'Espagnol Federico Bahamontes est 14eme à 2 minutes 20 secondes, le Français Georges Groussard est 24eme à 2 minutes 51 secondes. Sont éliminés pour la victoire finale le Français André Foucher 28eme à 2 minutes 59 secondes et l'Allemand Hans Junkermann 46eme à 3 minutes 20 secondes. Au classement général : 1er Groussard, 2eme Anquetil à 1 minute 11 secondes, 3eme Poulidor à 1 minute 42 secondes, 4eme Bahamontes à 3 minutes 3 secondes, 5eme Anglade à 3 minutes 5 secondes. Le Tour doit se jouer entre ces 5 hommes.
- 2 juillet : le Belge Edward Sels gagne au sprint la 11eme étape du Tour de France Toulon-Montpellier, 2eme le Britannique Michael Wright, 3eme le Néerlandais Jan Janssen puis tout le peloton. Pas de changement en tête du classement général.
- 3 juillet : le Néerlandais Joo de Roo gagne au sprint devant ses 3 compagnons d'échappée la 12e étape du Tour de France Montpellier-Perpignan, 2e le Français Guy Epaud, à 1 seconde, 3e le Néerlandais Henk Nijdam à 3 secondes, 4e l'Italien Mario Minieri même temps. Le Britannique Barry Hoban 5e à 6 secondes remporte le sprint du peloton. Pas de changement en tête du classement général.
- 4 juillet : l'Espagnol Julio Jiménez gagne en solitaire la 13e étape du Tour de France Perpignan-Andorre qui emprunte les cols de la Perche, du Puymorens et le Port de l'Envalira, 2e à 8 minutes 52 secondes le Belge Benoni Beheyt, 3e l'Espagnol José Segu, dans le même groupe arrive tous les favoris sauf l'Espagnol Bahamontes 19e à 8 minutes 59 secondes qui a concédé un peu de temps dans la descente. Jiménez est parti dès les premières pentes du col de la Perche et a augmenté son avance jusqu'à l'arrivée. Au classement général : 1er le Français Georges Groussard, 2e le Français Jacques Anquetil à 1 minute 11 secondes, 3e le Français Raymond Poulidor à 1 minute 42 secondes, 4e le Français Henry Anglade à 3 minutes 5 secondes, 5e Bahamontes à 3 minutes 11 secondes. Il y a repos le 5 juillet.
- 5 juillet : durant le jour de repos, le Français Jacques Anquetil participe à un méchoui, invité par Sud-Radio. En fait, c'est un dérivatif pour essayer d'oublier que le Mage Belline a prédit sa mort le lendemain dans la descente du Port d'Envalira. Furieux de la déconcentration causée au leader de son équipe, le directeur sportif Raphaël Geminiani déclare « ce que le mage n'a pas prévu, c'est la visite que je vais lui faire ».
- 6 juillet : le Belge Edward Sels gagne au sprint la 14e étape du Tour de France Andorre-Toulouse qui emprunte le Port d'Envalira par l'autre versant, 2eme le Belge Gilbert Desmet, 3eme l'Italien Vittorio Adorni puis le groupe de 20 hommes où figurent tous les favoris, sauf le Français Raymond Poulidor qui termine 57eme à 2 minutes 36 secondes, en raison d'une chute provoquée par son mécanicien Loulou Boulard qui le poussait après le changement d'une roue voilée. Plus tôt dans l'Envalira le Français Jacques Anquetil était à la dérive à 4 minutes de ses rivaux, il a bénéficié de poussettes qui lui valent 15 secondes de pénalité. Dans la descente, qu'il fait à tombeau ouvert malgré la prédiction du Mage Belline, Anquetil récupère le Français Georges Groussard et ses équipiers qui l'aident à sauver le maillot jaune. Tous, alliés de circonstance, roulent à fond de train et rejoignent le peloton. Au classement général, Goussard reste maillot jaune, 2e Anquetil à 1 minute 26 secondes, 3e le Français Henry Anglade à 3 minutes 5 secondes, 4e l'Espagnol Federico Bahamontes à 3 minutes 11 secondes. Le Tour est alors considéré perdu pour Poulidor 6e à 4 minutes 28 secondes.
- 7 juillet : le Français Raymond Poulidor gagne, en s'échappant dans le dernier col, la 15e étape du Tour de France Toulouse-Luchon qui emprunte les cols de Portet d'Aspet, des Ares et du Portillon, 2e l'Espagnol Francisco Gabica à 1 minute 9 secondes, 3e le Belge Gilbert Desmet à 1 minute 43 secondes. Les Français Henry Anglade 5eme, Jacques Anquetil 10eme et Georges Groussard 11eme terminent dans le même temps que Desmet. L'Espagnol Federico Bahamontes perd du temps dans la descente et finit 13e à 2 minutes 1 secondes. Poulidor se replace pour la victoire finale. Au classement général avec la bonification gagnée par Poulidor : 1er Groussard, 2e Anquetil à 1 minute 26 secondes, 3e Poulidor à 1 minute 35 secondes, 4e Anglade à 3 minutes 5 secondes, 5e Bahamontes à 3 minutes 29 secondes.
- 8 juillet : l'Espagnol Federico Bahamontes gagne la 16eme étape du Tour de France Luchon-Pau qui emprunte les cols de Peyresourde, d'Aspin, du Tourmalet et de l'Aubisque, 2eme le Néerlandais Jan Janssen à 1 minute 54 secondes, 3e le Belge Gilbert Desmet, puis tous les favoris (les Français Jacques Anquetil 8e, Raymond Poulidor 9e, Georges Groussard 11e et Henry Anglade 14e) tous même temps. Bahamontes est parti dès le col de Peyresourde avec son compatriote Jiménez à ses basques. Jiménez ne roule pas et fait pourtant le sprint pour le Grand Prix de la montagne au sommet. Bahamontes obtient de Jiménez de rouler pour lui car il court pour le classement général et lui laisse les points aux sommets des cols. De la sorte, ils franchissent les cols d'Aspin et du Tourmalet. Dans l'Aubisque, Jiménez ne peut plus suivre Bahamontes qui joue le tout pour le tout. Au sommet il passe avec 3 minutes 35 secondes d'avance sur Jiménez et 6 minutes 35 secondes sur le groupe Anquetil. En plaine Bahamontes lutte seul contre le groupe Anquetil, qui a avalé au passage Jiménez et ne garde que moins de 2 minutes d'avance à l'arrivée et manque le maillot jaune pour 35 secondes. Au classement général Groussard conserve le maillot jaune, 2e Bahamontes à 35 secondes, 3e Anquetil à 1 minute 26 secondes, 4e Poulidor à 1 minute 35 secondes, 5eme Anglade à 3 minutes 5 secondes.
- 8 juillet : le Belge Georges Vandenberghe gagne le Circuit des monts du Sud-Ouest
- 9 juillet : le contre la montre de la 17e étape du Tour de France Peyrehorade-Bayonne est remporté par le Français Jacques Anquetil, 2e son compatriote Raymond Poulidor à 37 secondes (victime d'une crevaison, voulant lui donner un vélo de rechange, son mécanicien Loulou Boulard dans un mouvement précipité, ou à cause d'un freinage brusque du directeur sportif Antonin magne qui conduisait,  tombe aux pieds de Poulidor avec le vélo de rechange sur les épaules, il faut redresser le guidon et le temps de relancer le braquet, Poulidor perd de nombreuses secondes) , 3eme l'Allemand Rudi Altig à 1 minute 19 secondes, 4eme le Français Henry Anglade à 2 minutes 2 secondes. L'espagnol Federico Bahamontes, épuisé par les efforts de la veille, ne reproduit pas sa performance de l'an dernier, il est 12e à 4 minutes 2 secondes. Quant au Français Georges Groussard 28e à 5 minutes 59 secondes, la belle aventure en jaune se termine, mais quel magnifique Tour de France il aura accompli. Au Classement général, Anquetil prend le maillot jaune, 2e Poulidor à 56 secondes, 3e Bahamontes à 3 minutes 31 secondes, 4e Anglade à 4 minutes 1 seconde.
- 10 juillet : le Français André Darrigade gagne au sprint la 18e étape du Tour de France Bayonne-Bordeaux, 2eme le Britannique Barry Hoban, 3eme le Belge Edward Sels puis tout le peloton.
- 11 juillet : le Belge Edward Sels gagne au sprint la 19e étape du Tour de France Bordeaux-Brive, 2eme l'Italien Mario Minieri à 1 seconde, 3eme le Belge Frans Aerenhouts à 2 secondes, 4eme le Néerlandais Henk Nijdam à 4 secondes puis tout le peloton. Pas de changement en tête du classement général.
- 12 juillet : l'Espagnol Julio Jiménez gagne la 20e étape du Tour de France Brive-Puy de Dôme avec arrivée au sommet du Puy de Dôme, 2e l'Espagnol Federico Bahamontes à 11 secondes, 3e le Français Raymond Poulidor à 57 secondes, 4e l'Italien Vittorio Adorni à 1 minute 30 secondes, 4e le Français Jacques Anquetil à 1 minute 39 secondes, 6e le Français Henry Anglade à 1 minute 59 secondes. Au pied de l'ascension finale, tous les favoris étaient encore réunis. L'Espagnol Julio Jiménez attaque pour le gain de l'étape, son compatriote Bahamontes, après un instant d'hésitation, se lance à sa poursuite. Derrière, Anquetil se porte à la hauteur de Poulidor pour lui faire croire qu'il n'est pas en difficulté. Les deux hommes grimpent ainsi le Puy de Dôme devant la foule enthousiaste et les téléspectateurs qui regardent pour la première fois en direct une arrivée au sommet. Mais Anquetil n'en peut plus, graduellement il cède du terrain et Poulidor qui s'en aperçoit démarre. C'est le dernier kilomètre et Poulidor puise dans ses réserves et distance Anquetil autant qu'il peut. Mais il a attaqué trop tard Anquetil qui s'accroche sauve son maillot jaune pour 14 secondes. Le tout devant les caméras, la télévision vient de se découvrir une nouvelle série dramatique : le Tour de France et les arrivées au sommet. Les arrivées au sommet vont devenir plus fréquentes dans les futurs Tours de France. Au classement général : 1er Anquetil, 2e Poulidor à 14 secondes, 3e Bahamontes à 1 minutes 33 secondes, 4e Anglade à 4 minutes 21 secondes. Seuls les deux premiers vont jouer la victoire finale dans le contre la montre de la dernière étape, toute la France est en plein suspense.
- 12 juillet : le Belge Jan Lauwers gagne le Tour du Canton d'Argovie.
- 12 juillet : l'Espagnol Gregorio San Miguel Angulo gagne le Tour de Cantabrie.
- 13 juillet : le Français Jean Stablinski gagne devant ses 6 compagnons d'échappée la 21e étape du Tour de France Clermont Ferrand-Orléans, 2e l'Italien Battista Babini à 1 seconde, 3e le Français Hubert Ferrer  puis 3 hommes intercalés. Le Belge Edward Sels 7eme à 9 minutes 37 secondes gagne le sprint du peloton. Pas de changement en tête du classement général.
- 14 juillet : la 1ere demi-étape de la 22e étape du Tour de France Orléans-Versailles est remportée en solitaire par le Belge Benoni Beheyt, 2e à 7 secondes le Belge Ward Sels, 3e le Néerlandais Jan Janssen. Pas de changement en tête du classement général.
- Le contre la montre de la 2e demi-étape Versailles-Paris est remportée par le Français Jacques Anquetil, 2e l'Allemand Rudi Altig à 15 secondes, 3e le Français Raymond Poulidor à 21 secondes qui n'a pas réussi à retourner la situation. Le Français Henry Anglade termine 7e à 2 minutes 1 seconde et l'Espagnol Federico Bahamontes finit 15e à 2 minutes 51 secondes.  Jacques Anquetil remporte le Tour de France, 2e le Français Raymond Poulidor à 55 secondes, 3e l'Espagnol Federico Bahamontes à 4 minutes 44 secondes. C'est le plus petit écart enregistré alors entre les deux premiers d'un Tour de France. Anquetil est le premier coureur à remporter cinq fois cette course. Anquetil réalise le doublé Giro d'Italia-Tour de France que seul l'Italien Fausto Coppi a accompli avant lui. Il est à noter un fait unique dans cette édition du Tour, le Français André Darrigade gagne au moins une étape pour la 11e fois dans un Tour de France dont 10 consécutives de 1955 à 1964. À 36 ans, l'Espagnol Federico Bahamontes remporte pour la sixième fois (dont les trois dernières consécutives) le Grand Prix de la Montagne, qui n'a pas encore de maillot distinctif. Le Néerlandais Jan Janssen gagne le classement par Points symbolisé par le maillot vert.
- 25 juillet : l'Espagnol Jesus Perez Frances gagne le Grand Prix de Villafranca pour la deuxième fois.
- 25 juillet : le Belge Gustaaf Van Roosbroeck gagne le Circuit du Sud-Ouest Belge.
- 26 juillet : le Néerlandais Joo de Roo devient champion des Pays-Bas sur route.
- 26 juillet : l'Espagnol Sébastian Elorga Uria gagne le Circuit de Getxo.
- 26 juillet : 3e manche du championnat d'Italie sur route. l'Italien Franco Cribiori gagne le Tour des Apennins. L'Italien Guido De Rosso devient champion d'Italie sur route à l'issue de l'épreuve, cette année-là le champion d'Italie était désigné à la suite de trois épreuves : Milan-Vignola, les Trois Vallées Varésines et le Tour des Apennins.
- 28 juillet : le Belge Jo Hoevenaers gagne le Grand Prix de l'Escaut.

### Août
- 2 août : le Britannique Keith Butler devient champion de Grande-Bretagne sur route.
- 2 août : le Belge Edward Sels devient champion de Belgique sur route.
- 2 août : l'Italien Adriano Durante gagne le Tour de Romagne.
- 2 août : le Français Jean Stablinski gagne le Bol d'Or des Monedieres.
- 8 août : l'Italien Guido De Rosso gagne le Trophée Matteotti.
- 9 août : l'Irlandais Seamus Elliott gagne le Tour du Morbihan.
- 15 août : l'Italien Bruno Mealli gagne le Tour du Latium.
- 15 août : le Belge Théo Verschuren gagne la Flèche Anversoise.
- 16 août : le Belge Julien Gekiere gagne le Circuit de Dunkerque.
- 18 août : le Belge Clément Roman gagne le Grand Prix de Zottegem.
- 23 août : l'Espagnol Julio Jiménez devient champion d'Espagne sur route.
- 23 août : le Luxembourgeois Roger Thull conserve son titre de champion du Luxembourg sur route.
- 23 août : l'Allemand Rudi Altig devient champion de RFA sur route.
- 23 août : le Suisse Rudolf Hauser devient champion de Suisse sur route.
- 23 août : le Français Jean Stablinski devient champion de France sur route pour la Quatrième fois, dont les trois dernières d'affilée. C'est le record de Victoires de l'épreuve.
- 23 août : l'Italien Mario Anni gagne le Grand Prix de Camaiore.
- 23 août : l'Italien Gianni Motta gagne le Trophée Bernocchi.
- 29 août : l'Espagnol Juan José Sagarduy gagne le Grand Prix Llodio.
- 30 août : le Belge Rik Van Looy gagne Paris-Luxembourg.

### Septembre
- 1er septembre : le Français Pierre Bourles gagne le Grand Prix de Plouay.
- 1er septembre : le Belge Martin Van Den Bossche gagne la Coupe Sels.
- 2 septembre : le Belge Willy Van Deneyde gagne la Course des raisins à Overijse.
- 3 septembre : le Néerlandais Jan Janssen devient champion du monde sur route à Sallanches en France devant l'Italien Vittorio Adorni et le Français Raymond Poulidor.
- 5 septembre : à Sallanches, la Soviétique Emilia Sonka est championne du monde sur route.
- 5 septembre : à Sallanches, le Belge Eddy Merckx devient champion du monde amateur sur route. En enfilant la tunique arc en ciel il ne sait pas encore qu'il la remportera trois fois chez les professionnels et qu'il va se forger le plus beau palmarès de l'histoire du cyclisme.
- 8-13 septembre : championnats du monde de cyclisme sur piste à Paris (France). L'Italien Antonio Maspes est champion du monde de vitesse professionnelle pour la septième fois. Le Français Pierre Trentin est champion du monde de vitesse amateur. Le Belge Ferdinand Bracke est champion du monde de poursuite professionnelle. Le Néerlandais Tiemen Groen est champion du monde de poursuite amateur.
- 8 septembre : le Néerlandais Jan Janssen étrenne son maillot arc en ciel en gagnant le Grand Prix de Brasschat.
- 8 septembre : le Belge Rik Van Looy gagne le Circuit des boucles de l'Aulne pour la deuxième année d'affilée.
- 13 septembre : l'Italien Michele Dancelli gagne le Grand Prix de Prato.
- 13 septembre : le Français Roger Pingeon gagne la Poly Lyonnaise.
- 14 septembre : le Belge Frans Melckenbeeck gagne le Grand Prix d'Isbergues.
- 17 septembre : le Belge Théo Verschuren gagne le Grand Prix d'Orchies.
- 17 septembre : le Belge Gustave Desmet gagne le Championnat des Flandres.
- 19 septembre : l'Italien Italo Zilioli gagne le Tour de Vénétie pour la deuxième année d'affilée.
- 20 septembre : le Français Jean Stablinski gagne le Circuit des frontières.
- 26 septembre : le Suisse Attilio Moresi gagne le Grand Prix de Lausanne.
- 27 septembre : l'Italien Guido De Rosso gagne la Coupe Placci .
- 27 septembre : l'Espagnol Federico Bahamontes gagne Subida al Naranco.
- 29 septembre : l'Espagnol Antonio Barrutia Iturriago gagne le Tour de La Rioja.

### Octobre
- 1er octobre : le Belge Arthur Decabooter gagne le Circuit Houtland pour la deuxième fois.
- 4 octobre : le Belge Frans Melckenbeeck gagne le Grand Prix de Fourmies.
- 7 octobre : l'Italien Italo Zilioli gagne la Coupe Sabatini.
- 11 octobre : le Belge Guido Reybroeck gagne Paris-Tours.
- 13 octobre : le Belge Gustave Desmet gagne le Grand Prix de Clôture pour la deuxième année d'affilée.
- 14 octobre : l'Italien Italo Zilioli gagne la Coppa Agostoni.
- 17 octobre : l'Italien Gianni Motta remporte le Tour de Lombardie. Le Français Raymond Poulidor gagne le Trophée Super prestige Pernod ainsi que le Trophée Prestige Pernod.Il est le premier cycliste à remporter les trois Trophée décernés par Pernod. Son compareiote Michel Nedelec gagne le Trophée Promotion Pernod.
- 22 octobre : l'Italien Mario Zanin gagne la médaille d'or de la course en ligne aux Jeux olympiques de 1964 à Tokyo.
- 25 octobre : le Belge Ferdinand Bracke Gagne le Grand Prix de Lugano.

### Novembre
- 1er novembre : la paire italienne Giacomo Fornoni-Gianni Motta gagne le Trophée Baracchi.

## Principales naissances
- 27 janvier : Inga Thompson, cycliste américaine.
- 14 février : Gianni Bugno, cycliste italien.
- 22 février : Marion Clignet, cycliste française.
- 3 mars : Raúl Alcalá, cycliste mexicain.
- 16 mars :
  - Mauro Gianetti, cycliste suisse.
  - Pascal Richard, cycliste suisse.
- 1er avril : Erik Breukink, cycliste néerlandais.
- 3 avril : Bjarne Riis, cycliste danois.
- 12 avril : Johan Capiot, cycliste belge.
- 16 juillet : Miguel Indurain, cycliste espagnol.
- 20 août : Franco Vona, cycliste italien.
- 23 août : Johan Bruyneel, cycliste et dirigeant d'équipes cyclistes belge.
- 26 août :
  - Israel Ochoa, cycliste colombien.
  - Carsten Wolf, cycliste allemand.
- 22 septembre : Nobuyuki Tawara, cycliste japonais.
- 29 août : Roberto Torres, cycliste espagnol.
- 14 octobre : Ludo Dierckxsens, cycliste belge.
- 16 décembre : Roberto Conti, cycliste italien.

## Principaux décès
- 19 janvier : Firmin Lambot, cycliste belge. (° 14 mars 1886).
- 9 septembre : Ernest Paul, cycliste français. (° 5 décembre 1881).